# هارلمرمیر
شهر هارلمرمیر (به هلندی: Haarlemmermeer) در هلند شمالی در کشور هلند واقع شده‌است. جمعیت این شهر ۱۴۰٫۶۹۸ نفر  است.